# Torpedo acústico

Torpedo acústico sencillo. Dos transductores acústicos reaccionaran al sonido y el torpedo detectarán que la señal proviene de uno de los lados. Entonces producirá una orden para girar hacia el objetivo. Cuándo el sonido es "igual" en ambos lados, el torpedo seguirá un camino recto hasta que logra su objetivo.

Un torpedo acústico es un torpedo  que se guía mediante la escucha de sonidos característicos de su objetivo o mediante la búsqueda utilizando sonar (enganche acústico). Los torpedos acústicos normalmente se diseñan para un empleo de medio rango, y a menudo se disparan desde un submarino.

## Historia
El primer torpedo acústico pasivo fue desarrollado casi simultáneamente por la armada de los Estados Unidos y los alemanes durante la Segunda Guerra Mundial. Los alemanes desarrollaron el G7e/T4 Falke, el cual fue desplegado inicialmente por los submarinos U-603, U-758 y U-221 en marzo de 1943. Pocos de estos se utilizaron y rápidamente fueron puestos fuera de servicio a favor de su sucesor, el torpedo G7es T5 en agosto de 1943. El T5 tuvo un primer empleo extendido en septiembre de 1943 contra barcos mercantes en convoyes y buques escolta en el Atlántico del Norte.
En el lado Aliado, la armada de los EE. UU. desarrolló la mina mark 24, y fue un torpedo antisubmarino de enganche acústico pasivo lanzado desde aeronaves. La primera producción de Mk. 24’s se entregó a la armada de los EE.UU. Navy en marzo de 1943, y  logró su primer impacto en combate verificado en mayo de 1943. Aproximadamente fueron lanzados 204 torpedos en contra objetivos submarinos, donde treinta y siete submarinos del eje fueron hundidos y aproximadamente dieciocho averiados.
Desde su introducción, el torpedo acústico probó ser un arma eficaz contra buques de superficie y también funcionaba como un arma antisubmarina. Hoy, los torpedos acústicos se emplean principalmente contra submarinos.

### Uso operacional
No es exagerado el impacto inicial del torpedo acústico en la Batalla del Atlántico previa al empleo extendido de contramedidas. Los submarinos alemanes a partir de ese desarrollo contaron con un arma efectiva «disparar y olvidar» capaz de enganchar un buque escolta atacante y barcos mercantes, lográndolo a cortas distancias de entre trescientas y cuatrocientas yardas. Para el verano de 1943, la campaña de los submarinos alemanes experimentaba severos contratiempos, enfrentándose a esfuerzos masivos antisubmarinos, los cuales integraron comandos de ataque costero en el Cantábrico, el despliegue de portaaviones mercantes con los convoyes, nuevas tecnologías antisubmarinas como el mortero antisubmarino (erizo), radares mejorados, y el empleo de grupos escolta dedicados a cazar submarinos. 

### Contramedidas

#### Segunda Guerra Mundial
Los torpedos alemanes T5 fueron contrarrestados por la introducción aliada del generador de ruido Foxer. Foxer era el nombre en código para un señuelo acústico de construcción británica empleado para confundir torpedos alemanes de enganche acústico. Una versión de EE.UU. con nombre clave FXR fue desplegada a finales de septiembre de 1943 en todos los buques de escolta transatlánticos, pero se reemplazó por un generador de ruido más eficaz, denominado Fanfarría.